# Yehud-Monosson
Yehud-Monosson (יְהוּד-מוֹנוֹסוֹן) est une ville d'Israël située dans le District centre, formée par la ville de Yehud et le village voisin de Neve Monosson.

## Histoire

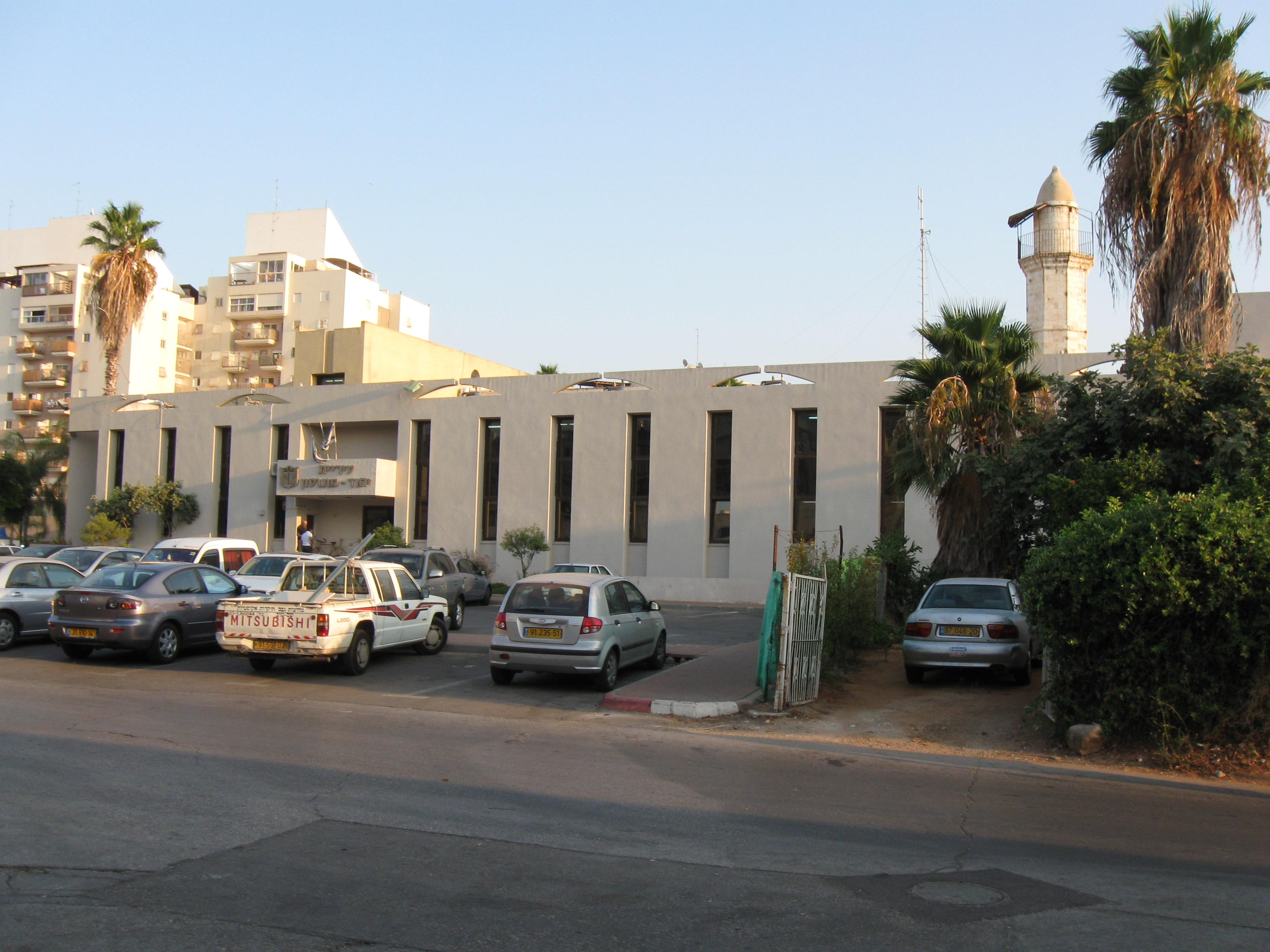
La mairie de Yehud

La commune est créée en 2003.